# Église Saint-Thomas de Kovilj
Pour les articles homonymes, voir Église Saint-Thomas.
L'église Saint-Thomas de Kovilj (en serbe cyrillique : Црква Светог апостола Томе ; en serbe latin : Crkva Svetog apostola Tome) est une église orthodoxe située à Kovilj, sur le territoire de la ville de Novi Sad, en Serbie. Elle est inscrite sur la liste des monuments culturels protégés de la république de Serbie (Identifiant no SK 1139).

## Présentation
L'église Saint-Thomas a été construite en 1845 à l'emplacement d'une église plus ancienne détruite en 1837. Son iconostase a été réalisée en 1937 par Anton Krell.